# Ягорлык (река)
Ягорлык (устар. Мокрый Ягорлык) — река в Одесской области Украины и Дубоссарском районе Приднестровья. Ранее был левым притоком Днестра, ныне впадает в Дубоссарское водохранилище. Длина — около 50 км (вместе с притоком Тростянец — около 90 км), площадь водосборного бассейна — 1590 км², среднемноголетний сток 29,5 млн м³ (наибольший сток составлял 79,8 млн м³, наименьший — 12,3 млн м³)
Среднегодовой расход воды у села Дойбаны — 0,76 м³/сек.
Водность Сухого Ягорлыка также крайне нестабильна по годам. Весенние паводки (их начало, продолжительность и водность) зависят от снежности зимы и погодно-климатических факторов в январе- марте. Летние паводки не часты, только в периоды ливней, большей частью речка летом почти пересыхает.
Протекает по юго-западной части Подольской возвышенности. На небольшом участке по Ягорлыку проходит украинско-приднестровская граница. Ягорлык и его притоки протекают преимущественно по узким глубоким долинам.
Основной приток — Тростянец (справа). Ранее также впадала река Сухой Ягорлык (слева).
В среднем течении реки расположен райцентр Окны, в нижнем — одноимённый заповедник.
До конца XVIII века по Ягорлыку проходила граница между Речью Посполитой и Османской империей.
При впадении в Дубоссарское водохранилище река образует Ягорлыкскую заводь. При заполнении водохранилища холмистая возвышенность с селом Гояны превратилась в остров на заводи. Постановлением Совмина Молдавской ССР № 234 от 30 июня 1972 года на территории Ягорлыкской заводи и водоёма Сухой Ягорлык был организован Республиканский ихтиологический заказник «Гоянский залив». В 1980 году Сухой Ягорлык был передан Приднестровскому рыбхозу для ведения промыслового рыбоводства.
Площадь Ягорлыкской заводи составляет около 300 га. Максимальная глубина центральной части залива до 9 м, в остальной части 5 м, а верхнего плеса 1,5—2,0 м. Дно заводи составлено иловыми отложениями толщиной от полуметра. Берега обоих отрогов залива высокие, каменистые и крутые, овражистые. Растительность представлена степными видами и лесопосадками.

## Название
По мнению А. И. Еремия, название реки образовано от тюркского слова ägrilik (тур. eğrilik), означающего «кривизна», «извилистость». Ягорлык в переводе с ногайского языка означает река, текущая в возвышенном месте (ТВ канал Россия 1. Ногайцы. История и традиции.). Река с похожим названием (Большой Егорлык) протекает в Ставропольском крае, на западе Калмыкии и юге Ростовской области.